# Jonathan Caicedo
Jonathan Kléver Caicedo Cepeda (Carchi, 28 april 1993) is een Ecuadoraans wielrenner die sinds 2024 rijdt voor Petrolike.

## Carrière
In 2014 werd Caicedo nationaal kampioen tijdrijden door het ruim 31 kilometer lange parcours rond Ibarra ruim een minuut sneller af te leggen dan Segundo Navarrete. Een jaar later werd hij continentaal kampioen op de weg door in een sprint-à-deux Brayan Ramírez te verslaan. Aan het eind van dat jaar won hij de laatste etappe van de Ronde van Costa Rica door solo als eerste over de finish te komen.
In 2019 domineerde hij het Ecuadoriaanse kampioenschap op de weg. Hij begon het kampioenschap met een ruime overwinning op de tijdrit, waarbij hij bijna twee minuten sneller was dan de nummer twee, Segundo Navarrete. Een dag later won hij tevens de wegrit.
Caicedo stapte uit de Ronde van Italië van 2022, omdat de Ecuadoriaan voor de zestiende rit positief testte op COVID-19.

## Overwinningen
2015
 Ecuadoraans kampioen tijdrijden, Elite
2016
 Pan-Amerikaans kampioen op de weg, Elite
12e etappe Ronde van Costa Rica
2018
Eindklassement Ronde van Colombia
2019
 Ecuadoraans kampioen tijdrijden, Elite
 Ecuadoraans kampioen op de weg, Elite
2020
1e etappe Ronde van Colombia (TTT)
3e etappe Ronde van Italië
2023
 Ecuadoraans kampioen tijdrijden, Elite
2024
4e etappe Ronde van Táchira
Eindklassement Ronde van Táchira
2e en 4e etappe Vuelta Bantrab
3e etappe Ronde van Sibiu
2025
7e etappe Ronde van Portugal

## Resultaten in voornaamste wedstrijden
| Jaar | Ronde van Italië | Ronde van Frankrijk | Ronde van Spanje |
| ---- | ---------------- | ------------------- | ---------------- |
| 2019 | 108e             |                     |                  |
| 2020 | 65e (1)          |                     |                  |
| 2021 | opgave           |                     | opgave           |
| 2022 | opgave           |                     | 69e              |
| 2023 | opgave           |                     | 47e              |
| 2024 |                  |                     |                  |

| Jaar | Luik-Bast.‑Luik | Ronde van Lombardije | Waalse Pijl | Clásica San Sebastián |  | WK op de weg |
| ---- | --------------- | -------------------- | ----------- | --------------------- |  | ------------ |
| 2019 |                 |                      |             | 33e                   |  | opgave       |
| 2020 |                 | 78e                  |             |                       |  | 80e          |
| 2021 | 107e            |                      | 55e         | opgave                |  |              |
| 2022 |                 |                      |             | 37e                   |  |              |
| 2023 | 82e             | 116e                 |             |                       |  | opgave       |
| 2024 |                 |                      |             |                       |  | opgave       |

Caicedo verliet de Ronde van Italië in 2023 na een positieve test op COVID-19.

### Resultaten in kleinere rondes
| Jaar | Tirreno-Adriatico | Ronde van Catalonië | Ronde van het Baskenland | Ronde van Romandië |
| ---- | ----------------- | ------------------- | ------------------------ | ------------------ |
| 2019 |                   |                     |                          | 48e                |
| 2020 | 59e               |                     |                          |                    |
| 2021 |                   | 48e                 |                          | 44e                |
| 2022 | 66e               |                     |                          |                    |
| 2023 |                   |                     | 77e                      | 24e                |

## Ploegen
- 2014 –  Team Ecuador (vanaf 28 maart)
- 2016 –  Strongman Campagnolo Wilier
- 2017 –  Bicicletas Strongman
- 2018 –  Medellín
- 2019 –  EF Education First Pro Cycling
- 2020 –  EF Education First Pro Cycling
- 2021 –  EF Education-Nippo
- 2022 –  EF Education-EasyPost
- 2023 –  EF Education-EasyPost
- 2024 –  Petrolike
- 2025 –  Petrolike

Acosta · Angarita · Ariza · Becerra · Caicedo · Cala · Calderón · Castro · Gómez · González · Mendoza · Millán · Muñoz · Rozo · Sánchez · Sastoque · Tamayo
Caicedo · Chalapud · Mendoza · Montoya · Oyola · Paredes · Roldán · Sevilla · Vargas
Bennett · van den Berg · Bettiol · Breschel · Brown · Caicedo · Carthy · Clarke · Craddock · Docker · Dombrowski · Higuita · Hofland · Howes · Kangert · Langeveld · Martínez · McLay · Modolo · Morton · Owen · Phinney · Scully · Urán · van Garderen · Vanmarcke · Villalobos · Whelan · Woods
Bennett · Bettiol · Caicedo · Carthy · Clarke · Cort · Craddock · Docker · Guerreiro · Halvorsen · Higuita · Hofland · Howes · Kangert · Keukeleire · Langeveld · Martínez · Morton · Owen · Powless · Rutsch · Scully · Urán · Van den Berg · Van Garderen · Vanmarcke · Villalobos (tot 1 augustus) · Whelan · Woods · Bissegger (stagiair)
Arroyave Cañas · Barta · Beppu · Van den Berg · Bettiol · Bissegger · Caicedo · Camargo · Carr · Carthy · Cort · Craddock · Docker · El Fares · Van Garderen tot en met 21 juni · Guerreiro · Higuita · Hofland · Howes · Keukeleire · Langeveld · Morton · Nakane · Owen · Powless · Rutsch · Scully · Urán · Valgren · Whelan
Arroyave Cañas · Bettiol · Bissegger   · Caicedo · Camargo · Carr · Carthy · Cepeda (vanaf 1/8) · Chaves · Cort · Doull · Eiking · Guerreiro · Healy · Howes (tot 31/7) · Keukeleire · Kudus · Langeveld · Morton (tot 31/7) · Nakane · Padun · Piccolo (vanaf 1/8) · Powless · Quinn · Rutsch · Scully · Shaw · Steinhauser · Urán · Valgren · J. van den Berg · M. van den Berg · Wiśniowski
Amador · Bettiol · Bissegger   · Caicedo · Camargo · Carapaz · Carr · Carthy · Cepeda · Chaves · Cort · de Bod · Doull · Eiking · Healy · Honoré · Keukeleire · Kudus · Padun · Piccolo · Powless · Quinn · Rutsch · Scully · Shaw · Steinhauser · Urán · J. van den Berg · M. van den Berg · Wiśniowski · van der Lee (stagiair)